# 萨尔兰州纹章
此条目介绍的是德国萨尔兰州的纹章。

## 描述
萨尔州的纹章由十字分开为四个部分：
- 第一部分展示了拿骚-萨尔布吕肯亲王的纹章，一头戴着金色王冠的银狮，位于九个银色十字架之间。盾牌是蓝色的。它代表萨尔布吕肯和诺因基兴。
- 第二部分展示了特里尔选帝侯、特里尔大主教的纹章（历史上教区总主教是神圣罗马帝国七位选帝侯之一，直至辖区被拿破仑占领为止）。这个符号是一个红色的三维对称十字，十字长比宽更长。它代表梅尔齐希-瓦登和圣文德尔地区。
- 第三部分展示了洛林公国的徽章，代表萨尔路易地区。它在黄色盾牌的红色斜道上显示了三只银色神鸟。
- 第四部分是普法尔茨选帝侯的徽章，代表萨尔普法尔茨地区，该地区曾经是普法尔茨的一部分。黑色盾牌上有一头的金色雄狮，其爪子和舌头被涂成红色。

使用纹章的法律依据是：
萨尔州议会通过了以下法律，并在此宣布：
纹章（附录1）呈半圆形盾牌，从持有者的位置分成四个部分：
1. 右上方：蓝色底，银色十字交叉点缀，一只戴着金冠和红舌的白狮子，
2. 左上方：银色底，红色回旋十字，
3. 右下方：金黄底，红色斜带上有三只白鹰，
4. 左下方：黑色底，戴着金冠、并且舌头为红色的金狮。

萨尔布吕肯, 2001年12月10日
——州政府穆勒（总理）；克兰普-卡伦鲍尔（内政和体育部长），萨尔州2001年11月7日关于州象征的法律 (Saarländisches Hoheitszeichengesetz(SHzG)vom 07.11.2001 (Amtsbl_02,566)geändert Art.1 Abs.3 des Gesetzes Nr.1587 zur organisationsrechtlichen Anpassung und Bereinigung von Landesgesetzen vom 15.02.06 (Amtsbl_06,474)):

## 历史

萨尔盆地领土1920-1935
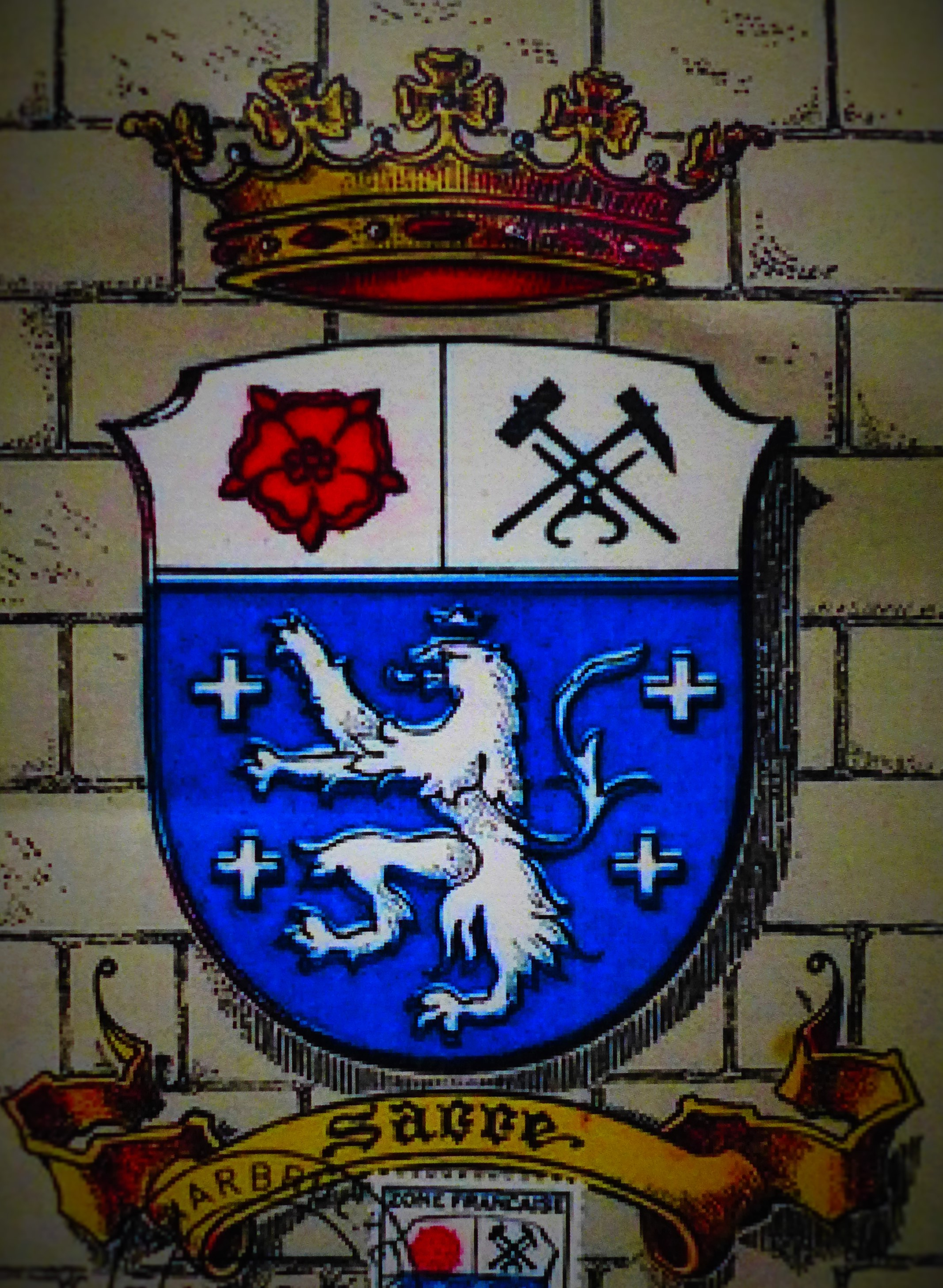
萨尔兰州 1946–1948
萨尔保护领 1946-1957

## 相关
- 萨尔兰州旗
- 普鲁士国徽
- 德国国徽